# Шуклеєво
Шуклеєво (рос. Шуклеево) — присілок в Юхновському районі Калузької області Російської Федерації.
Населення становить 51 особу. Входить до складу муніципального утворення Присілок Ємельяновка.

## Історія
Від 2004 року входить до складу муніципального утворення Присілок Ємельяновка

## Населення
| 2002 | 2010 |
| ---- | ---- |
| 56   | ↘51  |